# Università statale del Minas Gerais
L'Università statale del Minas Gerais (Universidade do Estado de Minas Gerais, UEMG) è un ente di istruzione superiore brasiliano statale, con sede a Belo Horizonte nello Stato del Minas Gerais.